# Скорцянка
Скорцянка (рум. Scorțeanca) — село у повіті Бузеу в Румунії. Входить до складу комуни Амару.
Село розташоване на відстані 67 км на північний схід від Бухареста, 29 км на південний захід від Бузеу, 125 км на південний захід від Галаца, 109 км на південний схід від Брашова.

## Населення
За даними перепису населення 2002 року у селі проживали 154 особи, усі — румуни. Усі жителі села рідною мовою назвали румунську.